# Selaginella eggersii
Selaginella eggersii är en mosslummerväxtart som beskrevs av Sod.. Selaginella eggersii ingår i släktet mosslumrar, och familjen mosslummerväxter. Inga underarter finns listade i Catalogue of Life.